# Robert Byrd
Robert Carlyle Byrd (ur. 20 listopada 1917 w North Wilkesboro jako Cornelius Calvin Sale Jr., zm. 28 czerwca 2010 w Falls Church) – amerykański polityk, przedstawiciel Partii Demokratycznej, członek Izby Reprezentantów Stanów Zjednoczonych z 6. okręgu wyborczego Wirginii Zachodniej (1953–1959), senator Stanów Zjednoczonych z Wirginii Zachodniej (1959–2010), przewodniczący pro tempore (w latach 1989–1995, 2001, 2001–2003, 2007–2010), lider większości (w latach 1977–1981 i 1987–1989) i mniejszości (w latach 1981–1987), whip większości (w latach 1971–1977) Senatu Stanów Zjednoczonych.
Był jednym z najwyżej postawionych i najbardziej wpływowych członków Partii Demokratycznej, a także najdłużej piastującym mandat senatorem USA (od roku 1959 do 2010), z racji swej imponującej wiedzy nazywany był „chodzącą encyklopedią”. W młodości był członkiem Ku Klux Klanu, następnie przyjął poglądy bardziej umiarkowane, uznał swoje członkostwo w KKK za „największy błąd swojego życia”, w 2008 roku poparł kandydaturę prezydencką Baracka Obamy.

## Życiorys

### Lata młodzieńcze i edukacja
Urodził się w 20 listopada 1917 w North Wilkesboro jako Cornelius Calvin Sale Jr. Jego matka, Ada Kirby Sale, zmarła w 1918 roku w wyniku grypy hiszpanki. Zgodnie z wolą matki ojciec (członek Ku Klux Klanu) przekazał dziecko swojej siostrze i jej mężowi, Vlurmie i Titusowi Daltonowi Byrdom. Cornelius Calvin Sale Jr zmienił wówczas swoje imię i nazwisko na Robert Carlyle Byrd.
W wieku 24 lat wstąpił w szeregi Ku Klux Klanu, w wieku 25 lat wystąpił z organizacji. Byrd był głową lokalnej organizacji KKK z tytułem „egzaltowanego cyklopa”.

### Wczesna kariera polityczna
W 1946 roku Byrd został członkiem Izby Reprezentantów Wirginii Zachodniej z ramienia Partii Demokratycznej, zasiadał w niej w latach 1947–1950. W 1950 roku został wybrany do Senatu Wirginii Zachodniej, był członkiem tego organu władzy w latach 1950–1952.
Kiedy reprezentant 6. okręgu wyborczego stanu Wirginia Zachodnia w federalnej Izbie Reprezentantów E.H. Hedrick zrezygnował z walki o ponowną kadencję, aby wystartować w wyborach gubernatorskich, demokraci wysunęli jako kandydata na jego następcę stanowego senatora Byrda. Byrd wygrał wybory w 1952 roku i w Izbie Reprezentantów USA zasiadał w latach 1953–1959.

### Senat Stanów Zjednoczonych
W 1958 roku został wybrany do Senatu Stanów Zjednoczonych. Uzyskiwał reelekcję w 1964, 1970, 1976, 1982, 1988, 1994, 2000 i w 2006 roku.
W roku 1960 w czasie prawyborów Partii Demokratycznej na stanowisko prezydenta USA poparł ówczesnego lidera większości w swej izbie Lyndona B. Johnsona. W 1964 roku, kiedy prezydent Johnson forsował ustawę o prawach obywatelskich, Byrd dołączył do sprzeciwiających się jej demokratów i wystąpił z obstrukcją parlamentarną (przemawiał przez 14 godzin).
W 1985 roku Kongres Stanów Zjednoczonych utworzył finansowane przez siebie stypendium im. Roberta C. Byrda.
W styczniu 2006 roku Byrd był jednym z czterech demokratycznych senatorów, którzy głosowali za zatwierdzeniem kandydatury Samuela Alito na sędziego Sądu Najwyższego. Przedtem był jednym z czternastu demokratycznych i republikańskich senatorów, którzy poszli na kompromis w sprawie nominacji sędziowskich („Gang czternastu”). Był ostrym krytykiem polityki zagranicznej administracji George’a W. Busha, a w szczególności wojny w Iraku.
W maju 2008 poparł kandydaturę Baracka Obamy na Prezydenta USA.

### Śmierć i uroczystości pogrzebowe
27 czerwca 2010 roku Byrd trafił do szpitala Inova Fairfax Hospital. Zmarł następnego dnia w wieku 92 lat z przyczyn naturalnych.
1 lipca 2010 trumna z ciałem Byrda została wystawiona na katafalku Lincolna w sali Senatu Stanów Zjednoczonych. Następnie ciało zostało przetransportowane do Kapitolu Wirginii Zachodniej, gdzie dzień później Byrd został pochowany. W uroczystości pogrzebowej wzięli udział m.in.: Barack Obama, Joe Biden, Joe Manchin, Harry Reid, Mitch McConnell, Nancy Pelosi, Jay Rockefeller, Nick Rahall i Bill Clinton.